# 桦林东站
桦林东站位于中国黑龙江省牡丹江市阳明区桦林镇南城子村，为牡佳客运专线的其中一个车站，为哈尔滨铁路局管辖的三等站。现阶段为越行站，不办理客运业务，与牡丹江动车运用所接轨。2021年12月6日随牡佳客运专线开通而投入使用。